# 内斯托尔·苏塞塔
内斯托尔·苏塞塔·豪列塔 （西班牙語：Néstor Susaeta Jaurrieta；1984年12月11日—）是一名西班牙足球运动员。在球场上的位置是边锋。现效力于西乙球队皇家奥维耶多。

## 俱乐部生涯
出生于吉普斯夸省埃瓦尔的苏塞塔的职业生涯始于皇家社会青训营，但从未在一线队上演首秀。期间还曾经租借效力于两家西乙球队埃瓦尔和萨拉曼卡。2007年，苏塞塔离开了他的青训母队。
2007年夏，苏塞塔转会加盟了同样位于巴斯克自治区的毕尔巴鄂竞技，但仍然只能代表其B队在西乙B联赛中出场。在经过了又一个郁郁不得志的赛季后，苏塞塔转投阿尔科孔。他很快成为了队中最关键的球员之一，在当赛季的西乙B联赛中带领球队打进附加赛，距离升入西乙仅一步之遥。
2009年，苏塞塔转会西乙巴列卡诺，在职业生涯中的首个西乙赛季出场31次。但在随后一个赛季中，巴列卡诺时隔8年重返西甲，苏塞塔仅获得了14次出场机会（其中3次首发）。 2012年1月3日，苏塞塔与俱乐部解约，随后加盟瑞士超级联赛球队洛桑体育。赛季结束后，苏塞塔转会到了瓜达拉哈拉。
赛季末瓜达拉哈拉不幸降级，苏塞塔便在2013年7月13日与西乙B球队皇家奥维耶多签下一份为期两年的合约。

## 个人
内斯托尔·苏塞塔的堂弟马克尔也是一名职业球员，在球场上的位置也同样是边锋。马克尔的职业生涯大多数时间都效力于毕尔巴鄂竞技。

## 荣誉
- 西班牙足球乙二级联赛：冠军 2014–15